# Церак
Церак је насеље у Београду у општини Чукарица у Београду.

## Име
Име је опис претходног стања тог краја, тј. церове шуме која се простирала на јужним обалама Саве. Ова шума је „упропашћена” сечом без надзора у време ратова.

## Карактеристике
Насеље Церак се налази изнад Ибарске магистрале и југозападног обода Кошутњака, и наставак је некадашњег села Жаркова. На јужној страни је омеђено каснијом изградњом насеља Церак виногради, Церак II, и најновијим проширењима Филмског града. Насеље је удаљено неколико аутобуских станица од великог комерцијалног центра Баново брдо, и реке Саве/Савског језера и Аде Циганлије.
Главна осовина и саобраћајница је Јабланичка улица, од које се одвајају мање, претежно стамбене улице, од којих су неке слепе или се завршавају на паркинзима и прилазима Цераку виногради. Насеље изграђено на хрбату-падини од Кошутњака до Ибарске магистрале. Насеље је плански изграђено, са веома мало преосталих индивидуалних кућа старог Жаркова. Стамбене јединице су мешаног типа, са јасно видљивим различити периодима планске изградње: најстарији делови насеља су изграђени раних 1970-их, у облику кућа за индивидуално или становање више породица и то већином кућа у низу или делимично раздвојених, ниских са два до три спрата. Средином и крајем 1980-их су изграђене вишеспратнице са по пет и шест спратова. Крајем 90-их и почетком 2000-их поред Ибарске магистрале и Аце Јоксимовића су изграђене најновије вишеспратнице.
Церак, је, као и Церак виногради веома зелено насеље: ниска густина, дворишта и зелени појасеви око свих улица су интензивно засађени карактеристичним живим оградама и сада већ одраслим дрвећем. Комбиновано са добром саобраћајном мрежом, близином школа, Кошутњака и Аде, Церак је веома популарно насеље за породично становање. Као најстарији део комплекса Церак (Церак, Церак виногради, Церак II) пошта насеља и прво обданиште се налазе у оквиру насеља. Најближа основна школа је Уједињене нације, у улици Борова на Цераку виногради. Најзападнији део насеља, улице Битољска, Мојковачка, Петефијева, Партизанске воде итд, се често назива Старим Цераком.
Главна линија градског превоза која повезује насеље је линија 52, док су делови насеља близу линијама 37, 50, 51, 56, 57, 89, 531, 532, 533, 534.

## Церак II
Насеље југоисточно од Церака, изграђено између 1985. и 1988. се званично зове Церак II, и састоји се од две „улице”, Виноградски и Церски венац, али је само насеље стилски део целине Церак виногради.